# Hoefpoldermolen
De Hoefpoldermolen was een poldermolen in De Lier in de Nederlandse provincie Zuid-Holland. Het bouwwerk stond aan de Hoogweg en bemaalde de Hoefpolder. De molen, aangedreven door de wind, was van het type grondzeiler en had stenen veldmuren en een rietgedekte bovenbouw. De molen was achtkantig en had eerst een binnenkruier en werd later voor het jaar 1899 omgebouwd tot buitenkruier.
In 1928 werd de molen gesloopt. Op deze plek staat momenteel een gemaal met een dieselmotor.

## Bronnen

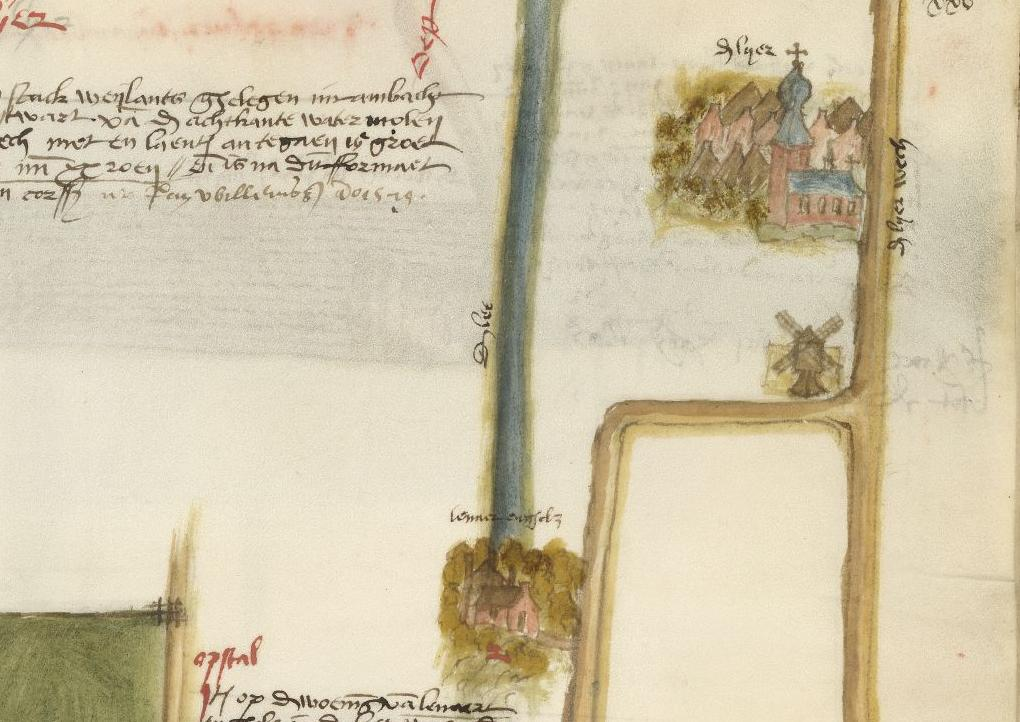
Schematische kaart van De Lier (De Lyer) uit 1566 met de hoefpoldermolen.
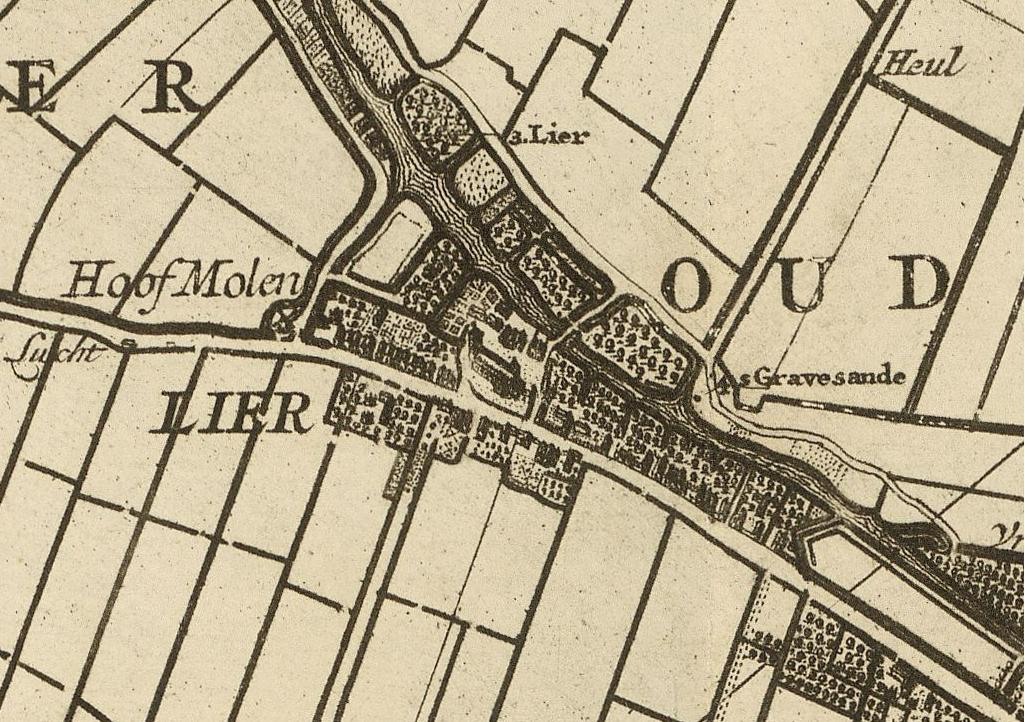
Links van De Lier de Hoefpoldermolen of Hoofmolen op een kaart uit 1712.